# Општина Пласница
Општина Пласница је једна од 13 општина Југозападног региона у Северној Македонији. Седиште општине је истоимено село Пласница.

## Положај
Општина Пласница налази се у средишњем делу Северне Македоније. Са других страна налазе се друге општине Северне Македоније:
- север — Општина Македонски Брод
- исток — Општина Крушево
- југ и запад — Општина Кичево

## Природне одлике
Рељеф: Општина Пласница заузима средњи део поречја реке Треске. Овај крај је планинског карактера са мало равничарског земљишта уз реку. На југу се пружа планина Баба, а на северу планина Коњаник.
Клима у општини влада оштрија варијанта умерене континенталне климе због знатне надморске висине.
Воде: Најважнији ток у општини је река Треска, а сви мањи водотоци су њене притоке.

## Становништво
Општина Пласница имала је по последњем попису из 2002. г. 4.545 ст., од чега у седишту општине, селу Пласници, 2.288 ст. (50%). Општина је средње густо насељена.
Национални састав по попису из 2002. године био је:
|           | Број  | Постотак |
| Укупно    | 4.545 | 100%     |
| Турци     | 4.491 | 98,8%    |
| Македонци | 34    | 0,7%     |
| остали    | 20    | 0,4%     |

## Насељена места
У општини постоје 4 насељена места, сва са статусом села:
- Пласница
- Дворци
- Лисичани
- Преглово